# Port de Balès
Port de Balès eller Col de Balès (1.755m), er et bjergpas, i Frankrig, i departementet Hautes-Pyrénées. Det forbinder landsbyen Ferrère (mod nord), med Bourg-d`Oueil, Haute-Garonne (mod sydøst).

## Cykling[1]
Port de Balés var første gang med i Tour de France 2007, og har siden været med i løbet hvert andet/tredje år. Det er også en enkelt gang blevet brugt i Vuelta a España i 2013.
Passet er normalt lukket på grund af sne i vintermånederne, men er populært hos cykelryttere i sommermånederne.
Da Tour de France passerede for anden gang i 2010, på 15. etape, indgik etapen som én af fire etaper der var med til fejre 100 år for Pyrenæernes deltagelse i Touren. Denne etape er mest kendt for dysten mellem Andy Schleck i den gule førertrøje og udfordreren Alberto Contador. Kort før toppen taber Schleck kæden og Contador benytter lejligheden til at køre væk.

### Vuelta a España
| År   | Etape | Kategori | Først på toppen     |
| ---- | ----- | -------- | ------------------- |
| 2013 | 15    | 1        | André Cardoso (POR) |

### Tour de France
| År   | Etape | Kategori | Startby            | Målby              | Først på toppen          |
| ---- | ----- | -------- | ------------------ | ------------------ | ------------------------ |
| 2007 | 10    | HC       | Foix               | Loudenvielle       | Kim Kirchen (LUX)        |
| 2010 | 15    | HC       | Pamiers            | Bagnères-de-Luchon | Thomas Voeckler (FRA)    |
| 2012 | 17    | HC       | Bagnères-de-Luchon | Peyragudes         | Alejandro Valverde (ESP) |
| 2014 | 16    | HC       | Carcassonne        | Bagnères-de-Luchon | José Serpa (COL)         |
| 2017 | 12    | HC       | Pau                | Peyragudes         | Stephen Cummings (GBR)   |